# Carles-Jordi Guardiola i Noguera
Carles-Jordi Guardiola i Noguera (Manresa, Bages, 20 de gener de 1942) és un assagista, poeta i editor català.
Estudià filologia hispànica a la Universitat de Barcelona i començà conreant la poesia. Aconseguí un accèssit al Premi Amadeu Oller (1968). Publicà composicions en nombroses antologies i reculls, sobretot cap a la fi dels anys seixanta. Dedicat a tasques editorials, ha estat director d'Edicions La Magrana. Fou secretari i president de l'Associació d'Editors en Llengua Catalana i el 1970 va guanyar la Flor Natural als Jocs Florals de la Llengua Catalana de Tübingen. Ha editat articles a Randa i Revista de Catalunya.
El 1980 publicà un llibre on aplega la documentació més important referent al català durant el franquisme. Estudiós de la figura de Carles Riba, també n'ha editat la seva voluminosa correspondència. L'edició del primer volum fou guardonat amb el Premi de la Crítica Serra d'Or d'edició. És membre de l'Associació Internacional de Llengua i Literatura Catalanes (AILLC) i del PEN català. Actualment és vocal de la Junta de Ràdio Associació de Catalunya.

## Obres
- Per la llengua. Llengua i cultura als Països Catalans (1939-1977) (1980).
- Carles Riba: cartes d'Alemanya i Grècia (1987).
- Cartes de Carles Riba I: 1910-1938 (1990).
- Cartes de Carles Riba II: 1939-1952 (1991).
- Cartes de Carles Riba III: 1953-1959 (1993).
- Carles i Clementina. Àlbum de fotografies de Carles Riba i Clementina Arderiu (1993): La Magrana.
- Súnion. Antologia comentada de Carles Riba. Amb Jordi Malé (1995): La Magrana.
- Ofici d'editar (1996): La Magrana.
- Carles Riba. Retrat de grup (2017): Edicions 3i4.
- Els poetes també riuen (2020): PAM.